# 梅原真子
梅原真子（日语：梅原 真子，1999年1月11日—）是日本前偶像藝人，為女子偶像團體NMB48 Team BI前成員，京都府出身，曾隶属於京樂吉本。2014年3月2日自NMB48畢業。

## 略歴
2004年，5歳的時候在兒童雜誌『maria』模特兒出道。　
在電視劇以童星身分活動，2012年現在是NMB48第3期研究生。
2011年12月25日，NMB48第3期生甄選合格，之後以研究生活動。
2012年5月17日，在NMB48劇場的公演出道。
2012年10月10日，Team BII結成時被選為同Team成員。
2014年1月31日，於Team BII公演中宣布由NMB48畢業。
2014年2月21日，舉行最後畢業公演。

## 人物
- 暱稱是「まこぽん」。
- 長處是很快忘記討厭的事情[3]。
- 與趣是探索城堡・塔[4]。
- 將来的夢想是扮演任何角色的女演員。憬憧的演員是小池栄子[4]。

### NMB48相關
- 自我介紹是「誠の幸せを届けるように、真っ向勝負を挑ませていただきますえ」[3]。

## 出演

### 電視劇
- 草壁署迷宮課迷宮先生 第4系列・第7話（2005年、朝日電視台） - 飾演 瑠璃（幼少）
- 大奥〜華の乱〜（2005年、富士電視台） - 飾演 鶴姫
- 水戸黄門 第35部（TBS / C.A.L）
  - 第11話「刀の鍔で結ばれた愛 -熊本-」（2005年12月19日） - 飾演 お糸
  - 第19話「箱入娘と最強の用心棒 -中津-」（2006年2月27日） - 飾演 おみつ
- ナショナル劇場50周年記念特別企画 「大岡越前」2時間スペシャル（2006年3月20日、TBS / C.A.L） - 飾演 お春
- 八丁堀の七人 最終話（2006年、朝日電視台]） - 飾演 お咲
- 山村美紗サスペンス 京都花の艶殺人事件（2006年、朝日電視台]） - 飾演 アキ（幼少）
- 逃亡者 おりん 第8話（2007年、東京電視台） - 飾演 おさき
- 日本偉人大賞 織田市（2007年、富士電視台） - 飾演 茶茶
- 水曜ミステリー9 芸者小春姐さんの奮闘記（2007年、東京電視台） - 飾演 千草（幼少）
- 女刑事みずき〜京都洛西署物語〜第2シリーズ 第8話（2007年、朝日電視台） - 飾演 田辺東子（幼少）
- 新・京都迷宮案内 第8話（2008年、朝日電視台） - 飾演 糸川春子（幼少）
- 日本史サスペンス劇場 （2008年、日本電視台） - 多數
- 寧寧：女太閤記 第1部、第2部（2009年、東京電視台） - 飾演 茶茶（少女時代）

#### 綜藝
- Aruaru YY電視（2012年7月17日・8月21日・10月2日、TVQ九州放送）

### 廣播
- じゃんぐる レディOh！（2012年～、YES-FM）- 担当星期一

### CM
- 歐姆龍 環境編（2008年）

### 電影
- ぼくとママの黄色い自転車（2009年、共同テレビジョン） - 飾演 由美

### 柏青
- CR暴坊將軍3 （2009年、藤商事） - 飾演 幼い姫

### 雜誌
- maria（2004年）

## NMB48参加曲

### 單曲CD選抜曲
NMB48名義
- 「海岸邊最可愛的女孩！」收錄
  - 不講理的一球 - Under Girls名義
- 「Virginity」收錄
  - 稍微彎腰
- 「北川謙二」收錄
  - 睡著之前沒有羊出現

AKB48名義
- 「格子花紋」收錄
  - 那一天的風鈴 - Waiting Girls名義

### 專輯CD選抜曲
AKB48名義
- 『1830m』收錄
  - 藍天 不會寂寞嗎?

teamBII名義
- 『尖端頂點之上！』收錄
  - 杏仁羊角麵包計劃

## 備註
1. ↑  梅原真子☆3期生☆幸せの絶頂ぉ～(≧∇≦) （页面存档备份，存于） - NMB48オフィシャルブログ（2012年5月17日）
2. ↑  . NMB48官方網站. 2014-02-05  [2014-02-21]. （原始内容存档于2014-03-27） （日语）.
3. 1 2  
梅原真子 NMB48名鑑 ― スポニチ Sponichi Annex 的存檔，存档日期2014-02-03. - スポーツニッポン
4. 1 2   『NMB48 COMPLETE BOOK 2012』

## 外部連結
- 梅原真子的X（前Twitter）（日語）
- 梅原真子的Instagram帳戶（日語）
- NMB48個人介紹頁（日語）
- NMB48官方部落格「梅原真子」（2012年2月19日 - ）（日語）